# Cuvierhaasmuis
De Cuvierhaasmuis (Lagidium viscacia) is een zoogdier dat weliswaar op een konijn lijkt maar in werkelijkheid tot de wolmuizen behoort. Deze komt voor in de hoger gelegen, vooral woestijnachtige delen, van het Andesgebergte. Van het zuiden van Peru tot het midden van Chili en Argentinië.
Deze dieren zijn herbivoor en leven van gras, mos en korstmossen. Ze zijn overdag actief maar brengen een groot deel van de dag zonnend door. De cuvierhaasmuis houdt geen winterslaap.
De cuvierhaasmuizen zijn geen bedreigde soort, ondanks dat er wel op gejaagd wordt. Dit vanwege het vlees en vanwege het bont.

## Uiterlijk
De muis heeft een dikke vacht en weegt zo'n drie kilo. Het dier is geel of lichtgrijs, behalve bij de staart want die is zwart.

## Voortplanting
Het paren gebeurt in de periode van oktober t/m december, wanneer het daar lente is.
De zwangerschap duurt 120 tot 140 dagen. Een Cuvierhaasmuis werpt één of twee jongen per keer. De jongen worden met vacht geboren en wegen dan gemiddeld 260 gram. Ze kunnen vanaf de geboorte al zien en zijn meteen in staat om vast voedsel te eten. Ze blijven nog zo'n acht weken bij hun moeder.